# Фёдоровское (Ступинский район)
Фёдоровское — село в Ступинском районе Московской области. Стоит на реке Северка (правый приток Москва-реки). Находится в 2 км по прямой от автодороги А—108 (Московское Большое Кольцо).
В начале XVI-го : "Большого Микулинского стана село Фёдоровское, являлось вотчиной Марфы жены Шереметева и её дочери Оксиньи, а в селе церковь Святителя Николая Мирликийского с пределами во имя Митрополита Московского Алексия и Фрола и Лавры, древяна.
Имеется Белокаменный храм в стиле барокко, построенный в 1754 году на средства А. Ф. Шереметева. Постройка типа восьмерик на четверике с лепестковым основанием. Колокольня рубежа XVIII—XIX вв., трапезная с Феодоровским и Успенским приделами 1898—1910 гг. Церковь закрыта не позже 1930-х годов. Возвращена верующим в 1993 году, отремонтирована. Имеет статус патриаршего подворья, приписана к московской церкви Покрова на Лыщиковой горе.